# براسوغريل
براسوغريل
(بالإنجليزية: Prasugrel)‏ هو مركب كيميائي يستخدم كدواء لمنع تكون جلطات الدم. وهو مثبط للصفائح الدموية ومضاد لمستقبلات P2Y12 ADP وبالتالي يقلل من نشاط الصفائح الدموية ويصنف من فئة أدوية الثينوبايريدين تمت الموافقة على استخدام براسوغريل في الاتحاد الأوروبي في فبراير 2009